# كريستوفر ياكوبسن (متزحلق جبال الألب)
كريستوفر ياكوبسن (بالسويدية: Kristoffer Jakobsen)‏ هو متزحلق جبال الألب سويدي، ولد في 9 سبتمبر 1994.

## وصلات خارجية
- كريستوفر ياكوبسن على موقع الاتحاد الدولي للتزلج (التزلج على المنحدرات الثلجية) (الإنجليزية)
- كريستوفر ياكوبسن على موقع أوليمبيديا (الإنجليزية)
- كريستوفر ياكوبسن على موقع اللجنة الأولمبية السويدية (السويدية)